# Bajo Aragón-Caspe

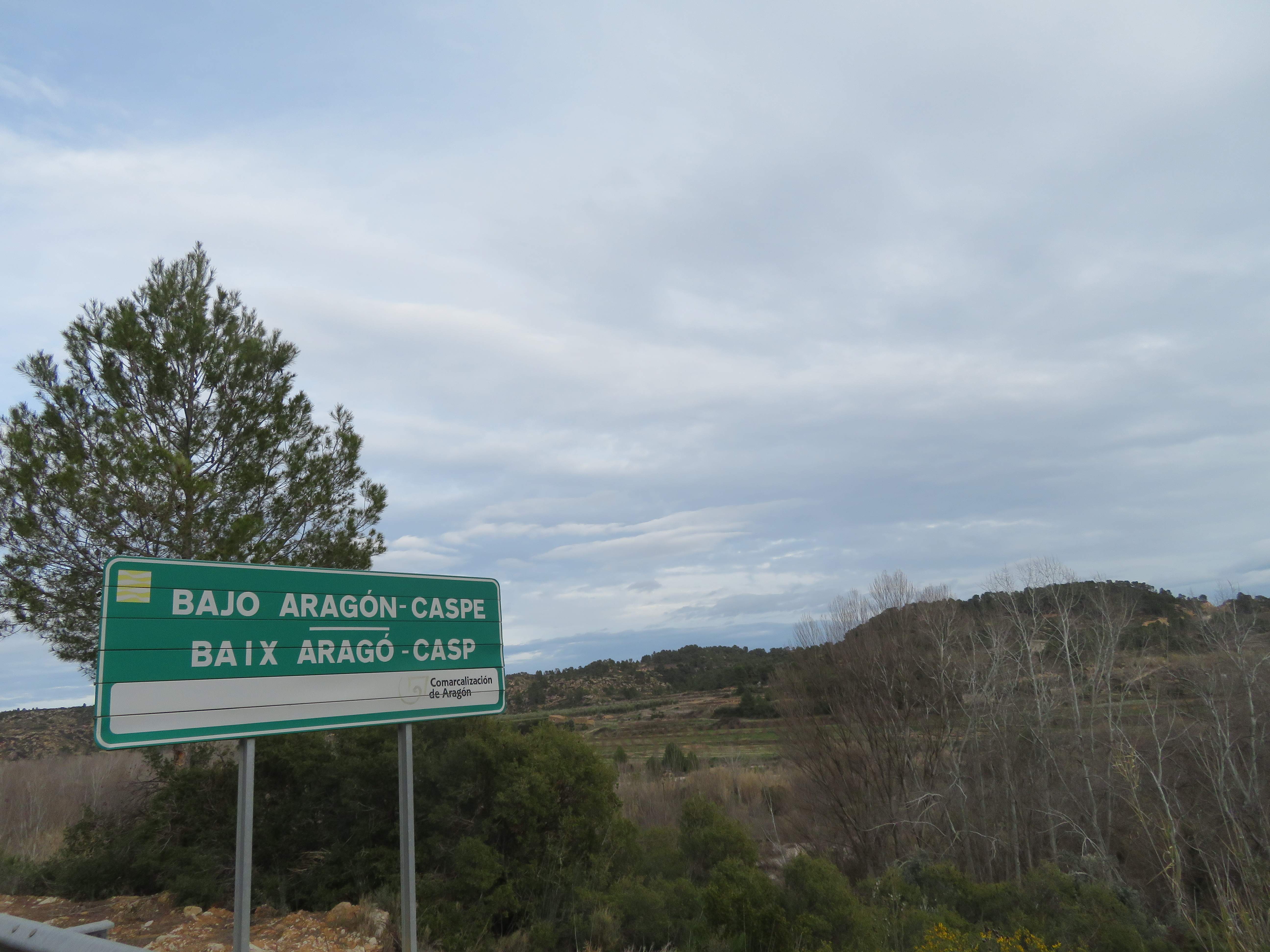
Comarca Bajo Aragón-Caspe

Okręg Bajo Aragón-Caspe (hiszp. Bajo Aragón-Caspe, kat. Baix Aragó-Casp) – okręg (hiszp.: comarca) Hiszpanii, w Aragonii, w prowincji Saragossa.

## Podział administracyjny
W skład okręgu wchodzą:
- Caspe,
- Chiprana,
- Fabara,
- Fayón,
- Maella,
- Nonaspe.